# Nieuwe Hezelpoort
Das Nieuwe Hezelpoort (im Volksmund Hezelpoort genannt) ist eine denkmalgeschützte Eisenbahnbrücke an der Westseite des Stadtzentrums von Nijmegen in der niederländischen Provinz Gelderland, die 1879 in Betrieb genommen worden ist und die Bahnstrecke Arnhem–Nijmegen überführt.

## Geschichte

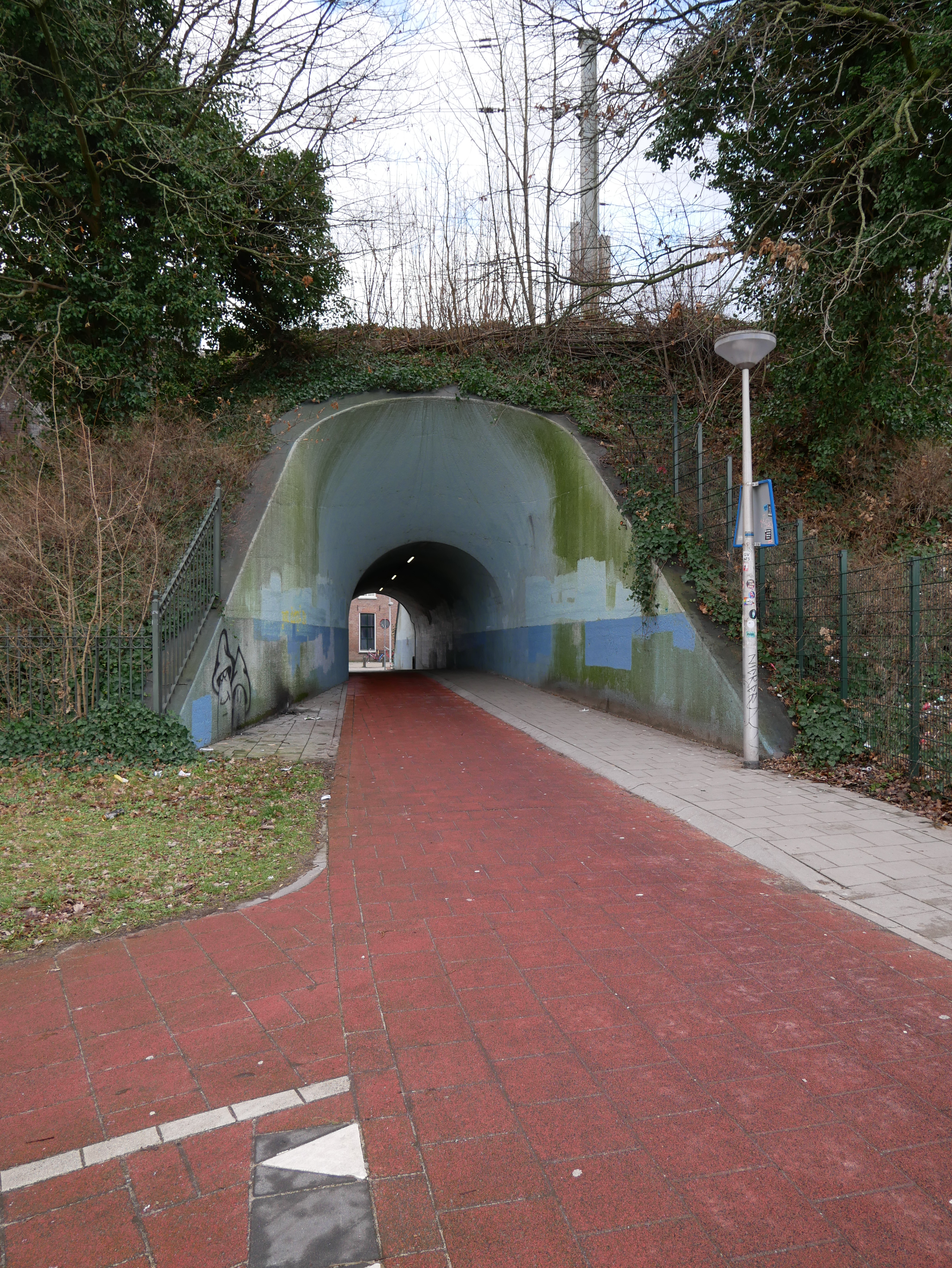
Der Fahrradtunnel gaper

Für die Errichtung einer Bahnstrecke zwischen Arnhem und Nijmegen musste, von der Waal ausgehend, ein Bahndamm bis zum Bahnhof Nijmegen angelegt werden. Daher begann im Jahre 1876 der Bau der Brücke als Bestandteil des Damms, sodass der Autoverkehr über die Voorstadslaan weiterhin bestehen bliebe. Mit der Inbetriebnahme der Bahnstrecke am 15. Juni 1879 wurde zugleich auch das Hezelpoort, dessen Durchfahrt über eine Breite von 12 Metern und eine Höhe von 9,2 Metern verfügt, eröffnet. Im Jahre 1931 wurde ein zusätzlicher Fahrrad- und Fußgängertunnel südlich der Brücke mit dem Namen gaper (deutsch „Gähnender“) erbaut. Während des Zweiten Weltkrieges wurden in der Fahrbahndecke sogenannte „Rommelspargel“ angebracht. Die Eisenbahnbrücke wurde am 22. April 2002 als Rijksmonument ins Verzeichnis des Rijksdienst voor het Cultureel Erfgoed aufgenommen. An der Ostseite befestigte man 2003 zudem die Fahrradbrücke Snelbinder, die vom Bahnhof Nijmegen zum Bahnhof Nijmegen Lent verläuft und das Stadtzentrum mit dem VINEX-Gebiet Waalsprong verbinden soll. Deren Eröffnung erfolgte am 15. Mai 2004.